# 외야의 천사들 (1994년 영화)
《외야의 천사들》(Angels In The Outfield)은 미국에서 제작된 윌리엄 디어 감독의 1994년 코미디, 드라마, 가족 영화이다. 대니 글로버 등이 주연으로 출연하였고 로저 번바엄 등이 제작에 참여하였다.

## 출연

### 주연
- 대니 글로버
- 브렌다 프리커
- 토니 댄자
- 크리스토퍼 로이드

### 조연
- 벤 존슨
- 제이 O. 샌더스
- 조셉 고든 레빗
- 밀튼 데이비스 주니어
- 테일러 네그론

## 기타
- 협력프로듀서: 리처드 H. 프린스
- 협력프로듀서: 홀리 골드버그 슬로언
- 미술: J. 데니스 워싱턴
- 의상: 로잔나 노턴